# 1. deild kvinnur (2001)
W roku 2001 odbyła się 17. edycja 1. deild kvinnur – pierwszej ligi piłki nożnej kobiet na Wyspach Owczych. W rozgrywkach wzięło udział 11 klubów z całego archipelagu. Tytuł mistrzowski obroniła drużyna KÍ Klaksvík, zdobywając go po raz trzeci w swojej historii.

## Uczestnicy
| Uczestnicy 1. deild kvinnur 2000                                                                              | Uczestnicy 1. deild kvinnur 2000 | Uczestnicy 1. deild kvinnur 2000 | Uczestnicy 1. deild kvinnur 2000 |
| --- | -------------------------------- | -------------------------------- | -------------------------------- |
| KÍ | KÍ Klaksvík                      | 1                                |                                  |
| VB | VB Vágur                         | 2                                |                                  |
| HB | HB Tórshavn                      | 3                                |                                  |
| B36 | B36 Tórshavn                     | 5                                |                                  |
| Awans z 2. deild kvinnur 2000                                                                                 |                                  |                                  |                                  |
| B71 | B71 Sandoy                       |                                  |                                  |
| B68 | B68 Toftir                       |                                  |                                  |
| Oznaczenia: - kolumna pierwsza – skróty nazw drużyn, - kolumna trzecia – miejsce zajęte w poprzednim sezonie. |                                  |                                  |                                  |

## Rozgrywki

### Faza wstępna

#### Tabela ligowa
| Lp. | Drużyna      | M | Z | R | P | Bramki | Bramki | Różn. | Pkt | Uwagi                     |
| --- | ------------ | - | - | - | - | ------ | ------ | ----- | --- | ------------------------- |
| 1   | KÍ Klaksvík  | 6 | 6 | 0 | 0 | 20     | 5      | +15   | 18  | Wejście do fazy finałowej |
| 2   | VB Vágur     | 6 | 2 | 1 | 3 | 11     | 9      | +2    | 7   | Wejście do fazy finałowej |
| 3   | HB Tórshavn  | 6 | 2 | 1 | 3 | 11     | 18     | −7    | 7   | Wejście do fazy finałowej |
| 4   | B36 Tórshavn | 6 | 1 | 0 | 5 | 10     | 20     | −10   | 3   | Wejście do fazy finałowej |

#### Wyniki spotkań
| Gospodarz \ Gość | B36 | HB  | KÍ  | VB  |
| B36 Tórshavn     |     | 3:5 | 1:2 | 1:2 |
| HB Tórshavn      | 1:4 |     | 0:4 | 3:2 |
| KÍ Klaksvík      | 6:1 | 4:1 |     | 2:1 |
| VB Vágur         | 4:0 | 1:1 | 1:2 |     |

Aktualne na 30 czerwca 2015. Źródło: FaroeSoccer.com
Objaśnienia:
1Drużyna gospodarzy jest wymieniona po lewej stronie tabeli.
Kolory: zielony – zwycięstwo gospodarzy, żółty – remis, różowy – zwycięstwo gości.

### Faza finałowa

#### Tabela ligowa
| Lp. | Drużyna         | M  | Z | R | P | Bramki | Bramki | Różn. | Pkt | Uwagi                       |
| --- | --------------- | -- | - | - | - | ------ | ------ | ----- | --- | --------------------------- |
| 1   | KÍ Klaksvík (M) | 10 | 9 | 0 | 1 | 57     | 10     | +47   | 27  | Puchar UEFA • Runda grupowa |
| 2   | B36 Tórshavn    | 10 | 6 | 0 | 4 | 13     | 8      | +5    | 18  |                             |
| 3   | VB Vágur        | 10 | 4 | 2 | 4 | 13     | 15     | −2    | 14  |                             |
| 4   | B68 Toftir      | 10 | 4 | 1 | 5 | 18     | 18     | 0     | 13  |                             |
| 5   | HB Tórshavn     | 10 | 4 | 1 | 5 | 24     | 30     | −6    | 13  |                             |
| 6   | B71 Sandoy (S)  | 10 | 1 | 0 | 9 | 4      | 48     | −44   | 3   | Spadek do 2. deild          |

#### Wyniki spotkań
| Gospodarz \ Gość | B36 | B68 | B71 | HB   | KÍ   | VB  |
| B36 Tórshavn     |     | 0:1 | 4:0 | 1:0  | 0:2  | 2:1 |
| B68 Toftir       | 0:1 |     | 5:1 | 2:3  | 2:4  | 2:0 |
| B71 Sandoy       | 1:4 | 0:4 |     | 1    | 0:17 | 1:4 |
| HB Tórshavn      | 1:0 | 8:2 | 3:1 |      | 4:8  | 1:2 |
| KÍ Klaksvík      | 2:0 | 1:0 | 7:0 | 11:1 |      | 5:0 |
| VB Vágur         | 0:1 | 0:0 | 2   | 3:3  | 3:0  |     |

Aktualne na 30 czerwca 2015. Źródło: FaroeSoccer.com
Objaśnienia:
1Drużyna gospodarzy jest wymieniona po lewej stronie tabeli.
Kolory: zielony – zwycięstwo gospodarzy, żółty – remis, różowy – zwycięstwo gości.
Objaśnienia:
1. B71 Sandoy przyznano bezbramkowe zwycięstwo walkowerem.
2. VB Vágur przyznano bezbramkowe zwycięstwo walkowerem.

## Najlepsi strzelcy
| Bramki | Strzelcy                 | Drużyna                         |
| ------ | ------------------------ | ------------------------------- |
| 17     | Kristina Eyðbjørnsdóttir | HB Tórshavn (8) KÍ Klaksvík (9) |
| 15     | Vivian Bjartalíð         | KÍ Klaksvík                     |
| 15     | Malena Josephsen         | KÍ Klaksvík                     |
| 12     | Ragnhild Elin Aas        | KÍ Klaksvík                     |
| 7      | Rannvá Andreasen         | KÍ Klaksvík                     |
| 7      | Halltóra Joensen         | VB Vágur                        |
| 7      | Eyðfríð Kristiansen      | HB Tórshavn                     |
| 6      | Súsanna Hansen           | B36 Tórshavn                    |
| 6      | Sólvá Joensen            | B36 Tórshavn                    |
| 6      | Bára Klakstein           | KÍ Klaksvík                     |
| 6      | Lydia Vesturtún          | HB Tórshavn                     |
| 5      | 3 zawodniczki            | 3 zawodniczki                   |
| 4      | 1 zawodniczka            | 1 zawodniczka                   |
| 3      | 5 zawodniczek            | 5 zawodniczek                   |
| 2      | 10 zawodniczek           | 10 zawodniczek                  |
| 1      | 18 zawodniczek           | 18 zawodniczek                  |
| sam.   | 5 zawodniczek            | 5 zawodniczek                   |